# Кубок России по баскетболу 2007/2008
7-й Кубок России по баскетболу среди мужских команд — проводился с 2 сентября 2007 г. по 7 февраля 2008 года под эгидой РФБ.

## Формат
На первом этапе (стадия 1/64) команды были разбиты по территориальному признаку на 5 групп: 4 группы по 5 команд и 1 группа из 6 команд. Победители групп выходили в 1/32 финала соревнования.
Начиная с 1/32 все стадии турнира прошли по олимпийской системе. Команды низших дивизионов начали борьбу за трофей со стадии 1/64 финала, команды Суперлиги А со стадий 1/16 и 1/4 финала (с 1/4 в борьбу вступили команды, занявшие места с 1 по 4-е в прошлогоднем чемпионате).
«Финал 4-х» прошёл в Казани с 6 по 7 февраля в Баскет-холле. 6 февраля в 17:30 по московскому времени прошёл полуфинальный матч Динамо М - Химки, в 20:00 – УНИКС - ЦСКА. 7 февраля – финал (20:00). Матч за 3-е место не проводился.

## Предварительный этап
Для матчей плей-офф первым указан хозяин площадки, в случае с 2-раундовым противостоянием – хозяин первого матча.

### Групповой этап (1/64 финала)
Группа А
|    | Команда                        | Игр | Поб | Пор | Заб | Пр  | Раз  |
| -- | ------------------------------ | --- | --- | --- | --- | --- | ---- |
| 1. | Рускон-Мордовия (Саранск)      | 4   | 4   | 0   | 346 | 202 | +144 |
| 2. | Академия-Глобус (Киров)        | 4   | 3   | 1   | 305 | 244 | +61  |
| 3. | Автодор (Саратов)              | 4   | 2   | 2   | 266 | 283 | –17  |
| 4. | СДЮСШОР «Баскетбол» (Тольятти) | 4   | 1   | 3   | 248 | 304 | –56  |
| 5. | Планета-Университет (Ухта)     | 4   | 0   | 4   | 184 | 316 | –132 |

- Рускон-Мордовия – СДЮСШОР — 90:65 (24:19, 25:14, 20:9, 21:23)
- Рускон-Мордовия – Автодор — 88:49 (25:11, 21:13, 22:11, 20:14)
- Академия-Глобус – Планета-Университет — 90:44 (17:10, 28:8, 23:13, 22:13)
- Автодор – СДЮСШОР — 78:64 (18:17, 22:16, 22:12, 16:19)
- Академия-Глобус – СДЮСШОР — 84:52 (23:12, 24:12, 15:17, 22:11)
- Рускон-Мордовия – Академия-Глобус — 84:55 (12:14, 29:15, 19:11, 24:15)
- Планета-Университет – Автодор — 55:75 (9:22, 14:17, 18:13, 14:23)
- Автодор – Академия-Глобус — 64:76 (17:21, 17:17, 17:23, 13:15)
- Планета-Университет – СДЮСШОР — 52:67 (13:19, 7:17, 15:19, 17:12)
- Планета-Университет – Рускон-Мордовия — 33:84 (8:25, 6:18, 14:16, 5:25

Источник: 
Группа Б
Все матчи состоялись в Воронеже.
|    | Команда                       | Игр | Поб | Пор | Заб | Пр  | Раз |
| -- | ----------------------------- | --- | --- | --- | --- | --- | --- |
| 1. | ТГУ-Баскет (Тамбов)           | 5   | 4   | 1   | 359 | 362 | –3  |
| 2. | Динамо-Политех (Курск)        | 5   | 3   | 2   | 423 | 375 | +48 |
| 3. | Дизелист (Маркс)              | 5   | 3   | 2   | 396 | 373 | +23 |
| 4. | Скиф (Воронеж)                | 5   | 3   | 2   | 395 | 406 | –11 |
| 5. | БК Липецк                     | 5   | 2   | 3   | 395 | 403 | –8  |
| 6. | Белогорье-Технолог (Белгород) | 5   | 0   | 5   | 368 | 417 | –49 |

- ТГУ-Баскет – БК Липецк — 70:69 (13:18, 21:15, 18:17, 18:19)
- СКИФ – Дизелист — 83:78 (26:22, 23:14, 24:15, 10:27)
- Динамо-Политех – Белогорье-Технолог — 109:81 (26:22, 34:19, 26:17, 23:23)
- Дизелист – Динамо-Политех — 81:74 (21:18, 12:24, 23:11, 25:21)
- Белогорье-Технолог – ТГУ-Баскет — 67:70 (18:16, 14:18, 15:21, 20:15)
- БК Липецк – СКИФ — 92:104 (24:23, 18:33, 25:24, 25:24)
- СКИФ – Белогорье-Технолог — 86:80 (26:19, 12:18, 24:18, 24:25)
- БК Липецк – Дизелист — 81:74 (26:13, 17:22, 17:23, 21:16)
- ТГУ-Баскет – Динамо-Политех — 78:75 1ОТ (21:13, 11:22, 15:16, 17:13, 14:11)
- Динамо-Политех – СКИФ — 82:57 (19:22, 25:9, 27:14, 11:12)
- Белогорье-Технолог – БК Липецк — 72:75 (16:14, 26:21, 16:13, 14:27)
- Дизелист – ТГУ-Баскет — 86:67 (25:10, 20:17, 16:21, 25:19)
- Белогорье-Технолог – Дизелист — 68:77 (14:28, 21:16, 15:19, 18:14)
- СКИФ – ТГУ-Баскет — 65:74 (19:22, 20:10, 10:17, 16:25)
- БК Липецк – Динамо-Политех — 78:83 (20:16, 22:21, 17:27, 19:19)

Источник: 
Группа В
|    | Команда                         | Игр | Поб | Пор | Заб | Пр  | Раз |
| -- | ------------------------------- | --- | --- | --- | --- | --- | --- |
| 1. | БК Тула (Тула)                  | 4   | 3   | 1   | 268 | 246 | +22 |
| 2. | Десна (Брянск)                  | 4   | 2   | 2   | 295 | 285 | +10 |
| 3. | Таурас-Феникс (Санкт-Петербург) | 4   | 2   | 2   | 265 | 254 | +11 |
| 4. | ЛенВО (Санкт-Петербург)         | 4   | 2   | 2   | 292 | 308 | –16 |
| 5. | ЦСК ВВС-Стандарт 2 (Самара)     | 4   | 1   | 3   | 255 | 282 | –27 |

- Десна – ЛенВО — 74:86 (21:17, 18:19, 18:18, 17:32)
- Таурас-Феникс – ЦСК ВВС-Стандарт 2 — 69:50 (12:7, 21:14, 19:14, 17:15)
- ЛенВО – БК Тула — 56:73 (12:11, 7:15, 17:25, 20:22)
- ЦСК ВВС-Стандарт 2 – Десна — 57:64 (14:19, 17:17, 11:9, 15:19)
- ЛенВО – Таурас-Феникс — 57:75 (13:16, 12:24, 8:11, 24:24)
- БК Тула – Десна — 77:72 (16:15, 21:9, 19:24, 21:24)
- БК Тула – ЦСК ВВС-Стандарт 2 — 56:62 (12:23, 22:15, 14:8, 8:16)
- Таурас-Феникс – БК Тула — 56:62 (18:16, 13:10, 14:17, 11:19)
- ЦСК ВВС-Стандарт 2 – ЛенВО — 86:93 1ОТ (17:13, 21:17, 17:22, 19:22, 12:19)
- Десна – Таурас-Феникс — 85:65 (23:12, 19:20, 25:16, 18:17)

Источник: 
Группа Г
Все матчи состоялись в Ессентуках.
|    | Команда                 | Игр | Поб | Пор | Заб | Пр  | Раз |
| -- | ----------------------- | --- | --- | --- | --- | --- | --- |
| 1. | Волжанин-ГЭС (Волжский) | 4   | 4   | 0   | 375 | 310 | +65 |
| 2. | Роснефть-КБТК (Нальчик) | 4   | 2   | 2   | 326 | 308 | +18 |
| 3. | Динамо-Ставрополь       | 4   | 2   | 2   | 285 | 282 | +3  |
| 4. | Эльбрус (Черкесск)      | 4   | 1   | 3   | 305 | 355 | –50 |
| 5. | Динамо-АГУ (Майкоп)     | 4   | 1   | 3   | 295 | 331 | –36 |

- Волжанин-ГЭС – Эльбрус — 105:82 (21:19, 30:19, 29:27, 25:17)
- Динамо-АГУ – Динамо-Ставрополь — 61:76 (15:15, 19:17, 15:20, 12:24)
- Эльбрус – Динамо-АГУ — 91:72 (25:17, 22:32, 29:13, 15:10)
- Роснефть-КБТК – Волжанин-ГЭС — 73:98 (12:24, 23:15, 21:24, 17:35)
- Волжанин-ГЭС – Динамо-Ставрополь — 82:74 (23:17, 18:24, 17:17, 24:16)
- Роснефть-КБТК – Эльбрус — 105:67 (19:21, 32:13, 24:18, 30:15)
- Динамо-Ставрополь – Роснефть-КБТК — 62:74 (13:19, 20:17, 19:18, 10:20)
- Динамо-АГУ – Волжанин-ГЭС — 81:90 (16:29, 14:26, 29:14, 22:21)
- Динамо-Ставрополь – Эльбрус — 73:65 (27:20, 16:19, 12:15, 18:11)
- Роснефть-КБТК – Динамо-АГУ — 74:81 (19:18, 26:22, 7:21, 22:20)

Источник: 
Группа Д
|    | Команда                        | Игр | Поб | Пор | Заб | Пр  | Раз |
| -- | ------------------------------ | --- | --- | --- | --- | --- | --- |
| 1. | ТГАСУ-Универсал (Томск)        | 4   | 4   | 0   | 355 | 296 | +59 |
| 2. | БК 17х16 (Омск)                | 4   | 3   | 1   | 352 | 320 | +32 |
| 3. | НГУ (Новосибирск)              | 4   | 1   | 3   | 332 | 324 | +8  |
| 4. | Янтарь (Северск)               | 4   | 1   | 3   | 286 | 317 | –31 |
| 5. | Университет-Юнион (Красноярск) | 4   | 1   | 3   | 317 | 385 | –68 |

- БК 17х16 – НГУ — 98:82
- ТГАСУ-Универсал – Янтарь — 89:73
- Университет-Юнион – Янтарь — 82:81
- БК 17х16 – ТГАСУ-Универсал — 74:82
- НГУ – ТГАСУ-Универсал — 78:86
- Университет-Юнион – БК 17х16 — 93:96
- Янтарь – БК 17х16 — 63:84
- НГУ – Университет-Юнион — 110:71
- ТГАСУ-Универсал – Университет-Юнион — 98:71
- Янтарь – НГУ — 69:62

Источник: 

### 1/8 финала – I раунд (1/32 финала)
- Волжанин-ГЭС (Волжский) – Кубань-Локомотив (Краснодар) — 79:75 (22:21, 16:14, 20:22, 21:18)
- БК Рязань – НБА-Нижний Новгород — 61:78 (16:20, 10:15, 15:20, 20:23)
- Динамо-Теплострой (Челябинск) – Енисей (Красноярск) — 94:44 (28:11, 17:14, 29:4, 20:15)
- Рускон-Мордовия (Саранск) – Союз (Заречный) — 74:78 (21:17, 12:32, 21:10, 20:19)
- БК Тула (Тула) – ТЕМП-СУМЗ (Ревда) — 77:74 (21:22, 18:15, 17:29, 21:8)
- ТГАСУ-Универсал (Томск) – БК Иркут (Иркутск) — 55:78 (13:22, 14:19, 10:19, 18:18)
- Металлург-Университет (Магнитогорск) – Урал (Екатеринбург) — 90:77 (19:15, 20:21, 24:25, 27:16)
- ТГУ-Баскет (Тамбов) – Северсталь (Череповец) — 63:85 (22:25, 14:21, 12:25, 15:14)

Источник: 

### 1/8 финала – II раунд (1/16 финала)
- Волжанин-ГЭС (Волжский) – ЦСК ВВС-Самара — 83:85 (14:17, 18:18, 29:16, 22:34)
- НБА-Нижний Новгород – Спартак СПб — 89:94 (31:20, 24:28, 18:26, 16:20)
- Динамо-Теплострой (Челябинск) – Сибирьтелеком-Локомотив (Новосибирск) — 69:102 (25:26, 15:24, 10:29, 19:23)
- Союз (Заречный) – Локомотив-Ростов — 67:111 (25:27, 15:29, 22:27, 5:28)
- БК Тула (Тула) – Университет-Югра (Сургут) — 78:93 (23:15, 19:29, 17:30, 19:19)
- БК Иркут (Иркутск) – Спартак-Приморье (Владивосток) — 53:98 (9:25, 14:31, 10:23, 20:19)
- Металлург-Университет (Магнитогорск) – Урал-Грейт (Пермь) — 90:98 1ОТ (31:22, 20:23, 18:18, 14:20, 7:15)
- Северсталь (Череповец) – Триумф (Московская область) — 65:90 (17:25, 17:21, 16:25, 15:19)

Источник: , , , 

### 1/4 финала – I раунд (1/8 финала)
- ЦСК ВВС-Самара – Спартак СПб — 85:74 (25:25, 21:15, 18:10, 21:24), 68:74 (23:21, 11:16, 15:22, 19:15)
- Сибирьтелеком-Локомотив (Новосибирск) – Локомотив-Ростов — 81:90 (21:18, 19:22, 20:27, 21:23), 83:90 (27:18, 22:25, 13:26, 21:21)
- Университет-Югра (Сургут) – Спартак-Приморье (Владивосток) — 86:93 (21:19, 23:26, 19:26, 23:22), 68:83 (13:23, 14:15, 23:19, 18:26)
- Урал-Грейт (Пермь) – Триумф (Московская область) — 73:77 (17:17, 16:16, 17:19, 23:25), 60:77 (18:15, 10:17, 13:23, 19:22)

Источник: , , , , 

### 1/4 финала – II раунд (1/4 финала)
- ЦСК ВВС-Самара – Динамо М — 76:79 (14:20, 20:22, 23:18, 19:19), 79:87 (19:17, 25:28, 21:23, 14:19)
- Локомотив-Ростов – Химки — 76:83 (16:25, 17:20, 17:23, 26:15), 76:104 (11:22, 25:22, 22:32, 18:28)
- Спартак-Приморье (Владивосток) – УНИКС (Казань) — 69:78 (9:28, 13:13, 17:18, 30:19), 105:105 2ОТ (20:14, 18:22, 25:20, 22:20, 16:16, 4:13)
- Триумф (Московская область) – ЦСКА — 62:87 (17:19, 11:19, 10:21, 24:28), 78:89 (22:23, 21:22, 17:15, 18:29)

Источник: , , , 

## Финал 4-х

### Полуфиналы
- Динамо М – Химки — 71:73 (19:17, 15:17, 17:15, 20:24)
- УНИКС (Казань) – ЦСКА — 50:51 (9:12, 18:10, 10:13, 13:16)

### Финал
- Химки – ЦСКА — 85:67 (14:19, 21:18, 23:8, 27:22)

Источник: , , 